# Chiesa di Santa Maria in Borgo
La chiesa di Santa Maria in Borgo è un edificio religioso che fonde elementi dell'architettura romanica e di quella barocca e che si trova a Mendrisio.

## Storia
L'edificio fu citato per la prima volta nel 1518 ma il campanile è del XII secolo. L'origine potrebbe essere collegata a una delle due chiese che nell'886 furono menzionate come dipendenti dal convento di San Pietro di Lodi. L'insediamento è addirittura più antico, se si considera che a ridosso della chiesa, nel 2002, furono trovati alcuni mosaici frammentari del I-III secolo facenti parte di una villa romana.
Nel 1585 l'edificio fu affidato alla Confraternita del Santissimo Sacramento e fra il 1616 e il 1617 fu radicalmente trasformato secondo il gusto barocco. In quell'occasione fu anche rovesciato l'asse della chiesa. Nel XVII secolo fu anche ampliato il campanile.

## Descrizione
Una cupola con lanterna copre la cappella di San Carlo (1656), all'interno della quale trovano posto alcune sculture realizzate nel 1662 da Agostino Silva.